# Luis Maza
Luis Alberto Maza Mayorca (Cumaná, 22 de junio de 1980) es un exbeisbolista venezolano. 
Naturalmente un segunda base, Maza es un jugador versátil el cual puede jugar el Campocorto, Tercera Base, el Jardín Izquierdo y el Jardín Central. Fue firmado fuera del draft como agente libre por los Mellizos de Minnesota el 28 de octubre de 1997, y comenzó su carrera profesional con los Gulf Coast Twins en 1999, también jugó con los Elizabethton (2000), Quad City (2001), Ft. Myers (2002-2003), New Britain (2004-2005) y Rochester (2004, 2005-2006).
Tras haber quedado como agente libre, Maza firmó con Los Angeles Dodgers y jugó en la temporada 2007 con Jacksonville (AA) y Las Vegas (AAA). Para el 2007, tenía un promedio de bateo de .276 con 474 Carreras y .340 de OBP en un total de 862 juegos en las menores.  
El 14 de mayo de 2008, "Mazita" debutó en las Mayores como Campocorto en victoria de su equipo ante los Milwaukee Brewers, sustituyendo a Delwyn Young, que venía también de haber sustituido al bate al taiwanés Chin lung Hu.
El 15 de mayo, conecta su primer hit ante el Abridor de los Milwaukee Brewers: Ben Sheets, en victoria de Los Angeles Dodgers.
Fue distinguido en la Serie del Caribe 2008 y en la Serie del Caribe 2009, como el Tercera Base del equipo All-Star de dichas Series, representando a su equipo Tigres de Aragua, además de ser el líder en OBP con un porcentaje de .483 en la primera de estas.
También ha sido seleccionado al All-Star 2000 en la Appalachian League y al All-Star 2002 en la Florida State League.
En Venezuela debuta en el año 2000 con Cardenales de Lara. Llega a los Tigres de Aragua en el año 2005 tras un cambio que involucró al pitcher Juan Carlos Pulido. Jugó también con Leones del Caracas en calidad de refuerzo para la semifinal y final de la temporada 2009-2010. En el año 2014 pasa al equipo Bravos de Margarita tras un cambio por el receptor Luis Villegas. Al año siguiente, finalmente se retira como jugador activo. Maza obtuvo 6 títulos en Venezuela (2001, 2007, 2008, 2009, 2010 y 2012) 4 de forma consecutiva con los Tigres de Aragua y los Leones del Caracas, en esta última como refuerzo en la temporada 2009-10. Maza es el único jugador en coronarse tetracampeón de la LVBP.